# سعيد غاندي
سعيد غاندي لاعب مغربي سابق من مواليد الدارالبيضاء عام 1948.

## المشـوار
- على مستوى الأنديـة :

كانت بداية سعيد غاندي مع كرة القدم في حي من أحياء الدار البيضاء، وبالضبط حي درب السلطان.
و في سن 12 التحق بالرجاء البيضاوي وترعرع في النادي مند أن كان طفلا إلى أن أصبح شابا. تدرج في الفئات الصغرى للفريق إلى أن وصل إلى فئة الفتيان، وسرعان ما أبان عن إمكانياته الهائلة ليكتشفه مؤسس فريق الرجاء البيضاوي الأب جيكو الذي ضمه لفريق الكبار وهو ما زال في سن الفتيان وكان عمره 15 سنة، ولكن أداءه الجيد والرائع في الميدان جعله يحظى بثقة الكبار ولعب أول لقاء رسمي له مع فريق الرجاء البيضاوي للكبار عام 1965، وسجل أول إصابة له في لقاء جمع فريقي الرجاء البيضاوي وفريق الفتح الرباطي، ويعد سعيد غاندي أكثر لاعب يسجل في مباريات الديربي بين الوداد والرجاء بـ7 أهداف وأكثر لاعب يشارك في ديربي الداربيضاء إلى جانب نادر المياغري ب19 مباراة
- على المسـتوى الدولي :

حمل سعيد غاندي قميص المنتخب المغربي في عدة مناسبات وشارك في عدة بطولات كبرى وكان من ركائز المنتخب حيث لعب للمنتخب المغربي في 148 مباراة دولية.

## روابط خارجية
- سعيد غاندي على موقع الاتحاد الدولي (مؤرشف)  (الإنجليزية)
- سعيد غاندي على موقع قاعدة بيانات كرة القدم.إي يو (الإنجليزية)